# 高富诺集团
高富诺集团（Grosvenor Group Limited）又譯格罗夫纳集团，是一家英國房地产集团，涉及住宅、办公、零售、工业以及酒店。其历史可追溯至1677年，总部位于英国伦敦。它的业务遍及全球，目前在全球62个城市中设有办事处。